# Ken Schinkel
Kenneth Calvin Schinkel (Jansen, 27 novembre 1932 – 20 novembre 2020) è stato un dirigente sportivo, allenatore di hockey su ghiaccio e hockeista su ghiaccio canadese che nel corso della carriera ha militato e allenato nella National Hockey League in particolare con la maglia dei Pittsburgh Penguins.

## Carriera
Schinkel giocò a livello giovanile per una stagione con i St. Catharines Teepees, formazione della Ontario Hockey Association. Nel 1953 firmò il suo primo contratto da professionista con gli Springfield Indians, formazione dell'American Hockey League per la quale giocò per diversi anni fino al termine della stagione 1958-1959. Quell'anno Schinkel fu il miglior marcatore della lega con 43 reti in stagione regolare e fu selezionato per il Second All-Star Team della lega.
Quell'anno fu ceduto ai New York Rangers, formazione con cui fece il proprio esordio in National Hockey League nella stagione successiva all'età di 27 anni. Schinkel trascorse a New York un totale di quattro stagioni oltre a un breve prestito ancora agli Indians nel 1961 che lo vide partecipare alla conquista della Calder Cup. Nel 1963 fece però ritorno nelle serie minori in AHL con la formazione affiliata ai Rangers, i Baltimore Clippers.
Schinkel militò per la squadra di Baltimora fino al 1967, rimanendo però senza un contratto per la stagione successiva; quell'estate durante l'NHL Expansion Draft venne selezionato dai Pittsburgh Penguins, una delle sei nuove franchigie iscritte alla NHL.
A Pittsburgh Schinkel riuscì subito a imporsi sia dal punto di vista offensivo che nel penalty-killing e per due anni consecutivi fu scelto per rappresentare la sua squadra in occasione dell'NHL All-Star Game, mentre una terza volta nel 1971 fu bloccato da un infortunio. Nel gennaio del 1973 la sua carriera da giocatore si interruppe bruscamente quando fu scelto come nuovo allenatore dei Penguins dopo l'allontanamento di Red Kelly.
Dopo un'altra esperienza in panchina nella stagione 1976-77 Schinkel entrò a far parte della dirigenza della franchigia ricoprendo vari incarichi fra cui quello di vice general manager.

## Palmarès

### Club
- Calder Cup: 1

Springfield: 1960-1961

### Individuale
- AHL Second All-Star Team: 1

1958-1959
- NHL All-Star Game: 2

1968, 1969